# ブライトン大学
ブライトン大学（ブライトンだいがく、英語: University of Brighton）は、イングランド南部の街ブライトンとイーストボーンに4つのキャンパスを置く大学。その前身は1858年、ロイヤル・パビリオンの中に設立された芸術学校に遡ることができる。1992年に大学（University）となった。
職業教育に重きを置いており、その業界で数多くの賞を受賞している。

## 歴史
1858年、ブライトン芸術学校がロイヤル・パビリオンのキッチンで開校し、110名の一期生が入学した。そして、1876年にはグランド・パレードに自前の校舎が完成した。完成式典には当時の首相ウィリアム・グラッドストンも参列した。その翌年には市立科学技術学校が開校し、600名の生徒が入学した。この学校は1960年代にブライトン技術大学と改名し、モールズクームに新校舎が建設された。そして1970年には芸術学校とカレッジ・オブ・テクノロジーが合併し、ブライトン・ポリテクニックとなった。
1976年、イーストボーンにあるチェルシー体育大学がイーストボーン・アンド・シーフォード教育大学と合併し、イースト・サセックス高等教育大学が設立された。同年にはブライトン教育大学がブライトン・ポリテクニックに編入され、キャンパスがファルマーへと移った。その後さらに1979年にはイースト・サセックス高等教育大学がポリテクニックと合併し、イーストボーン・キャンパスが設置された。
1992年、高等教育法の施行によってブライトン・ポリテクニックは大学に変更され、ブライトン大学と名乗るようになった。
1994年にはサセックス・アンド・ケント看護助産学校が大学に統合された。2003年にはロンドン以外のイングランド南東部では初の大学病院となるブライトン・アンド・サセックス医科学校が創設された。この学校はブライトン大学、サセックス大学、大学病院基金と協定を結んでいる。
2011年にはカプラン・インターナショナル・カレッジが運営するブライトン・インターナショナル・カレッジがキャンパス内にオープンした。このカレッジでは留学生に対して英語教育プログラムを提供する。

## キャンパス
ブライトン大学には、ブライトンに3箇所（ファルマー、シティ、モールズクーム）、イーストボーンに1箇所のキャンパスがある。

### ファルマー・キャンパス

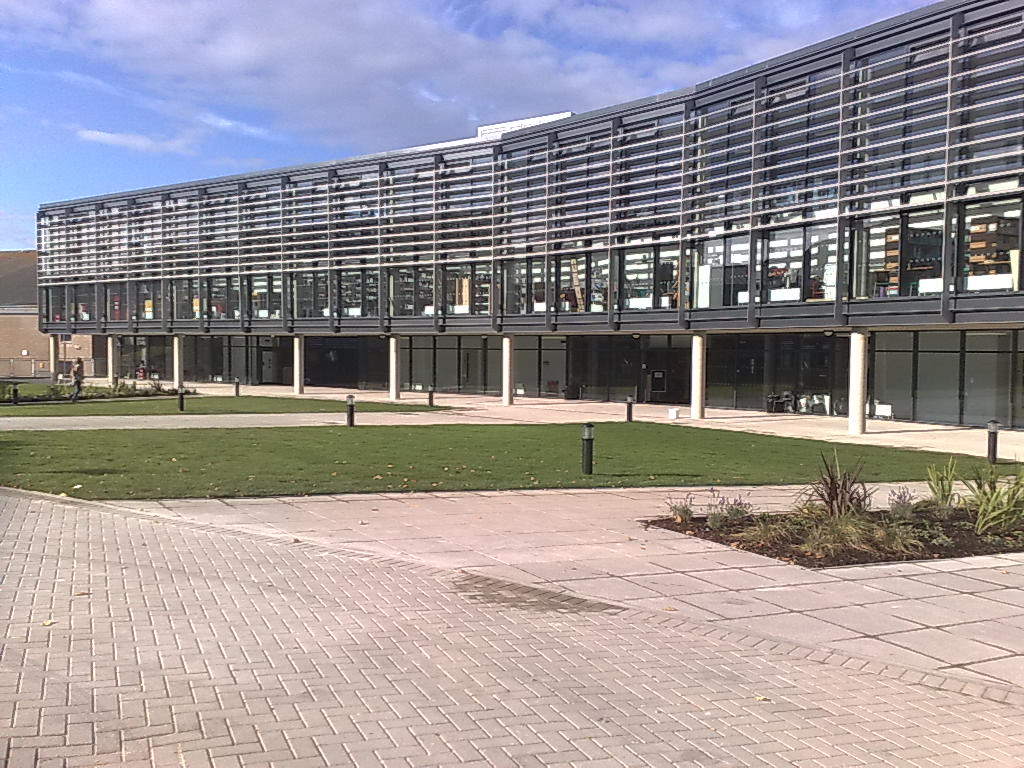
2009年に開設された芸術学部棟

ファルマーキャンパスは、ブライトン市街地から3マイルほど離れたファルマーにある。ファルマー駅から徒歩すぐで、近くにはブライトン・アンド・ホーヴ・アルビオンFCのホームスタジアムであるファルマー・スタジアムもある。
所属する学部・研究施設
- 文学部（文学・外国語学・言語学） School of Humanities
- 健康科学部 School of Health Sciences
- 応用社会科学部 School of Applied Social Science
- 看護・助産研究センター Centre for Nursing and Midwifery Research
- 社会科学・政策研究センター Social Science Policy and Research Centre
- 教育学部 School of Education
- 教育研究センター Education Research Centre
- 学習・指導センター Centre for Learning and Teaching
- ブライトン・アンド・サセックス・メディカル・スクール（英語版）

その他施設
- 図書館
- コンピューター室
- レストラン、カフェ、バー
- カフェ（学生組合が運営）
- サッカー場
- ネットボール・テニスコート
- ジム
- 体育館
- バドミントンコート

### シティ・キャンパス

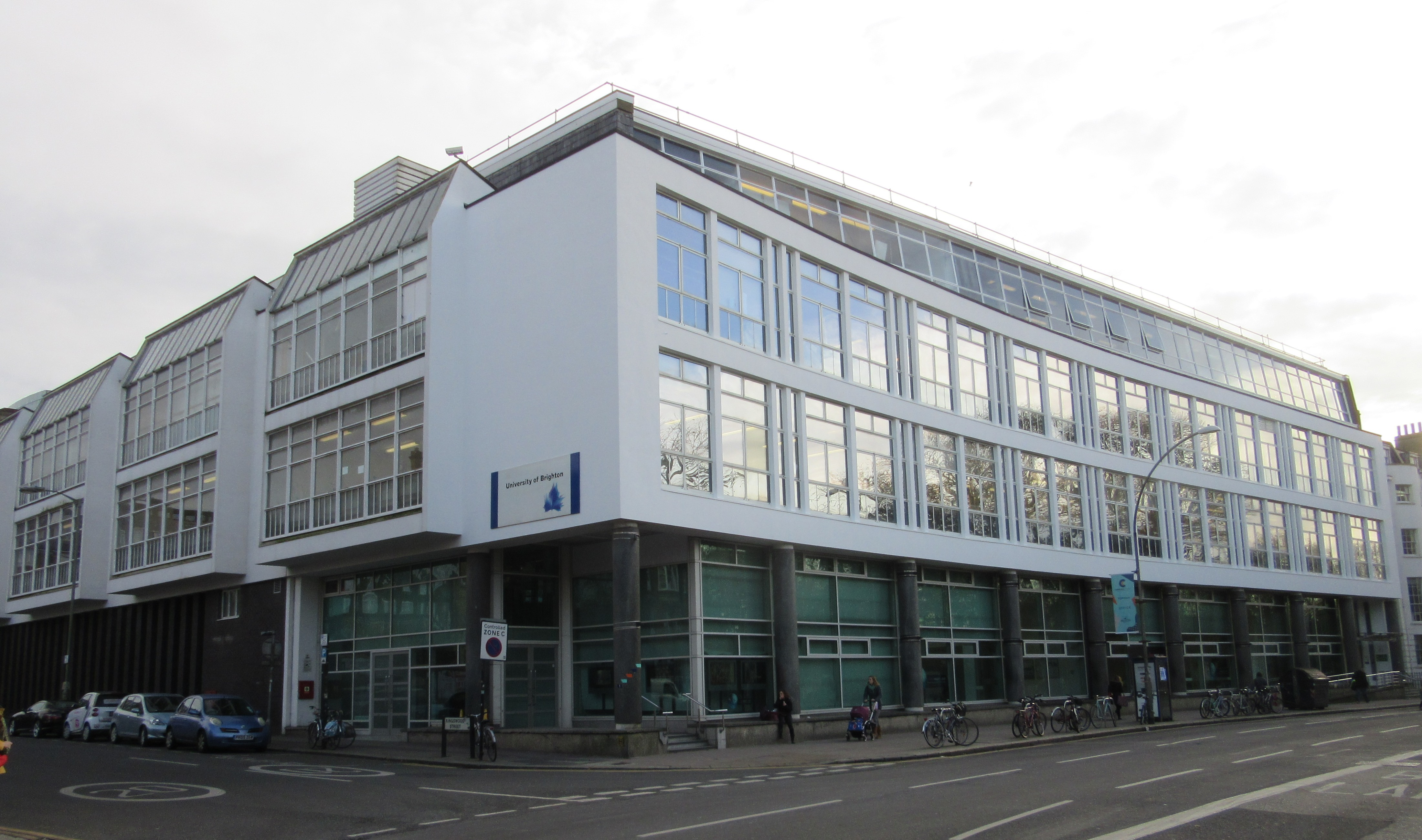
グランド・パレード・ビル

シティ・キャンパスはブライトン市街地に位置する。芸術・人文カレッジのみが所属するキャンパスで、大学美術館や劇場などがある。大学アーカイブではイギリスのみならず世界中の芸術関連の動画を収集している。また、カレッジ専用の図書館、コンピューター室、メディア・センター、レストラン、カフェなどもある。

### モールズクーム・キャンパス

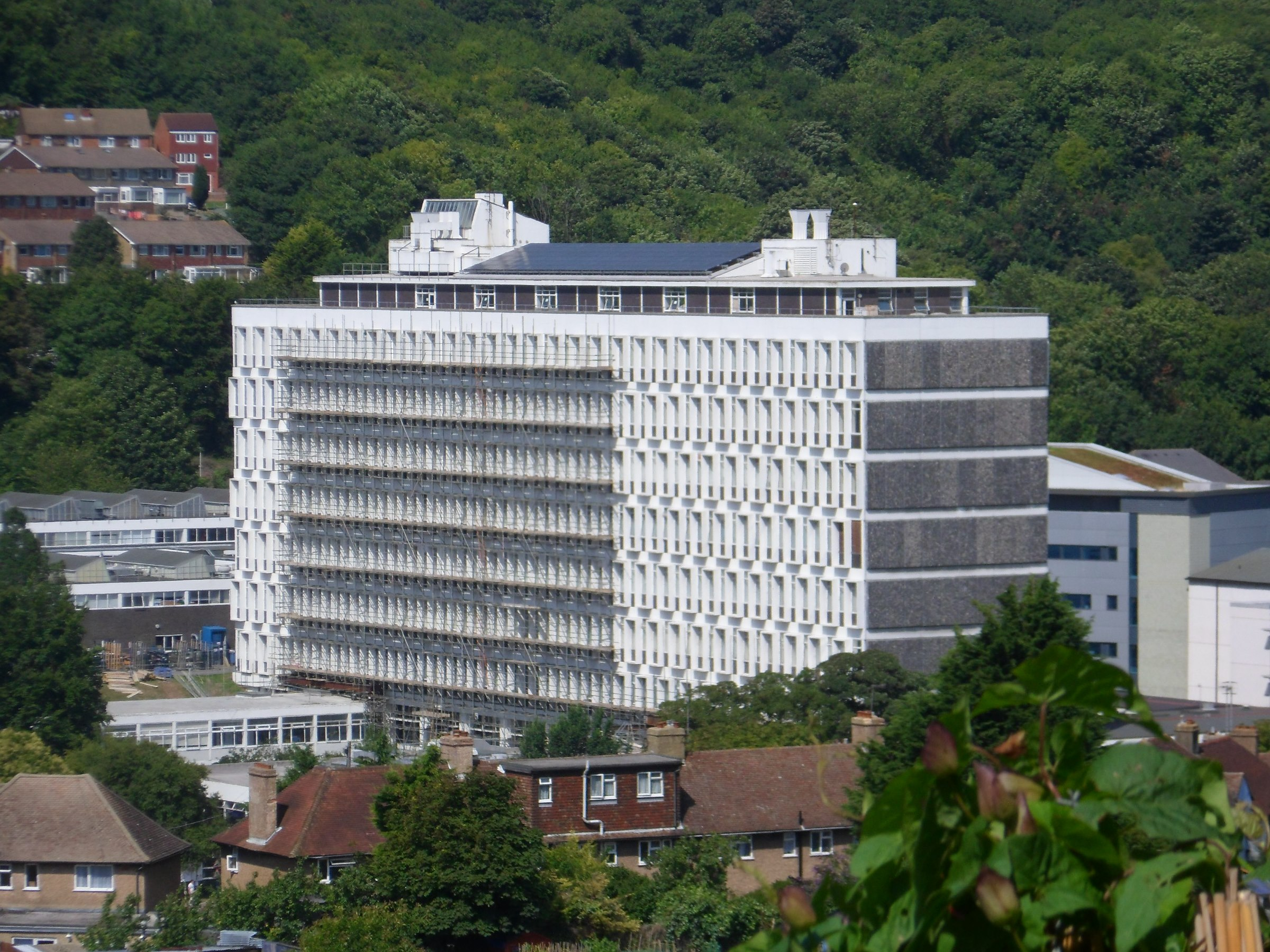
ポリテクニック時代の1962年から63年に建設されたコッククロフト・ビル

モールズクーム・キャンパスはブライトン市街地の北にあるモールズクームにあり、近くには鉄道駅もある。
大学最大のキャンパスであり、およそ8千人の学生が集まる。
所属する学部・研究施設
- ビジネススクール Brighton Business School
- 建築・デザイン学部 School of Architecture and Design
- コンピューティング・工学・数学部 School of Computing, Engineering and Mathematics
- 環境・技術学部  School of Environment and Technology
- 薬学・分子生物学部 School of Pharmacy and Biomolecular Sciences
- サー・ハリー・リカルド研究所 Sir Harry Ricardo Laboratories  2006年11月14日にオープン。イギリス最大の内燃機関研究施設である。

その他施設
- レストラン（2箇所）
- カフェ（5箇所）

### イーストボーン・キャンパス
イーストボーン・キャンパスはサウス・ダウンズ国立公園内に位置しており、学生3千人が集まっている。
所属する学部・研究施設
- スポーツ・サービス経営学部 School of Sport and Service Management
- 健康科学部 School of Health Sciences
- 運動生理学研究所 Exercise Physiology Laboratories
- 人口気候室 Environmental Chamber
- 人間動作研究室 Human Movement Laboratory
- 料理室 Culinary Arts Studio
- リーフ・ホスピタル[11]  Leaf Hospital

その他施設
- クイーンウッド図書館
- コンピューター室
- レストラン
- 生協売店
- 25mプール

### 図書館
ブライトン大学には、キャンパスごとに1つずつ大学図書館が設置されている。
- オールドリッチ図書館（モールズクーム）
- ファルマー図書館
- クイーンウッド図書館（イーストボーン）
- セント・ピーターズ・ハウス図書館（シティ）

## 組織

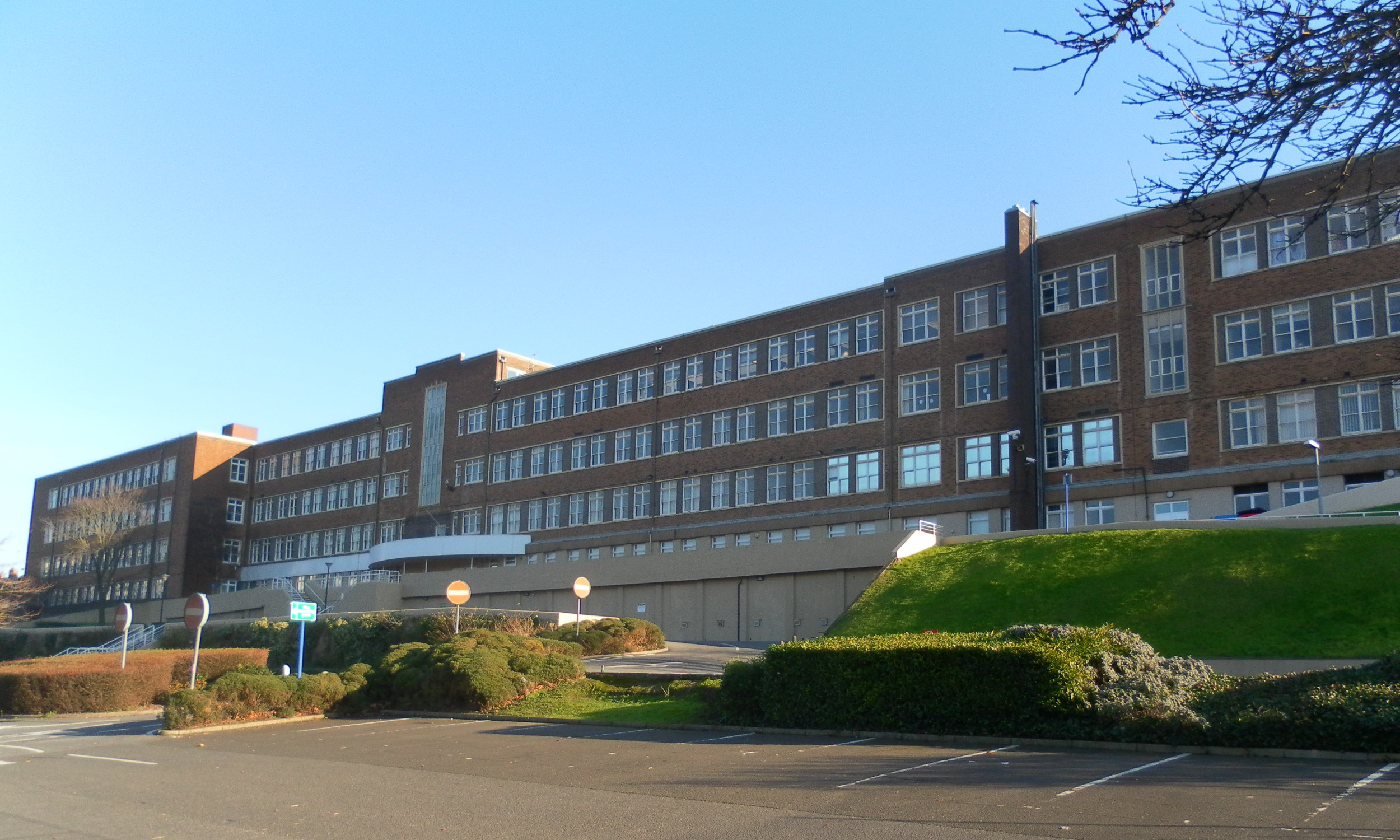
ミトラス・ハウス

### 学部
| 学部名                           | 英語名                                           |
| -------------------------------- | ------------------------------------------------ |
| 応用社会科学部                   | School of Applied Social Science                 |
| 建築・デザイン学部               | School of Architecture and Design                |
| 芸術学部                         | School of Art                                    |
| メディカル・スクール             | Brighton and Sussex Medical School               |
| ビジネス・スクール               | Brighton Business School                         |
| コンピューティング・工学・数学部 | School of Computing, Engineering and Mathematics |
| 教育学部                         | School of Education                              |
| 観光・技術学部                   | School of Environment and Technology             |
| 健康科学部                       | School of Health Sciences                        |
| 文学部                           | School of Humanities                             |
| メディア学部                     | School of Media                                  |
| 薬学・生化学部                   | School of Pharmacy and Biomolecular Sciences     |
| スポーツ・サービス経営学部       | School of Sport and Service Management           |

### メディカル・スクール
ブライトン・アンド・サセックス・メディカル・スクールは、イギリス政府の医師を増加させる政策の中で設立された4つのメディカル・スクールのうちの1つ。このスクールは、サセックス大学とブライトン大学の共同設置校であり、ブライトンが職業教育面を担当しサセックスが生物学の部分を担当する。

## 教育
ブライトン大学では、400以上のコースが提供されている。
インターナショナル・カレッジではEU外の学生に対して学習準備コースを提供しており、これを修了することで学士課程や修士課程に進むことができる。
ドクトリアル・カレッジでは博士研究員に対して様々な支援を提供しており、大学内の4つのキャンパス全てにセンターが設けられている。

### 研究
ブライトン大学は特にエンジンの開発などの自動車工学分野で成果を上げており、自動車工学コースはサセックス大学との共同設置となっている。